# Bộ Cú
Bộ Cú (Danh pháp khoa học: Strigiformes) là một bộ chim săn mồi, thường sống đơn độc và săn mồi vào ban đêm. Bộ Cú có trên 200 loài. Các loài cú săn bắt động vật nhỏ, côn trùng, chim nhỏ, một vài loài săn cả cá. Chim cú sống khắp nơi trên thế giới trừ châu Nam Cực, Greenland và một vài hòn đảo.
Các loài còn sinh tồn trong bộ Cú được chia thành hai họ là: 
- Họ Cú mèo (Strigidae) gồm các loài cú mèo, cú vọ, dù dì, hù... khoảng 190 loài trong 24 chi.
- Họ Cú lợn (Tytonidae) khoảng gần 20 loài trong 2 chi.

Các loài cú đã tuyệt chủng, còn di tích hóa thạch nằm trong các họ như Ogygoptyngidae, Palaeoglaucidae, Protostrigidae, Sophiornithidae.
Trong nhiều nền văn hoá, cú được biểu tượng cho trí tuệ vì thói quen thức suốt đêm của chúng như những học giả tận tâm, chúng được khuôn mẫu với đôi mắt đeo cặp kiếng, ở văn hoá châu Á, cú hay cú vọ, chim lợn là biểu tượng cho điềm xui xẻo, tang tóc.

## Hình ảnh

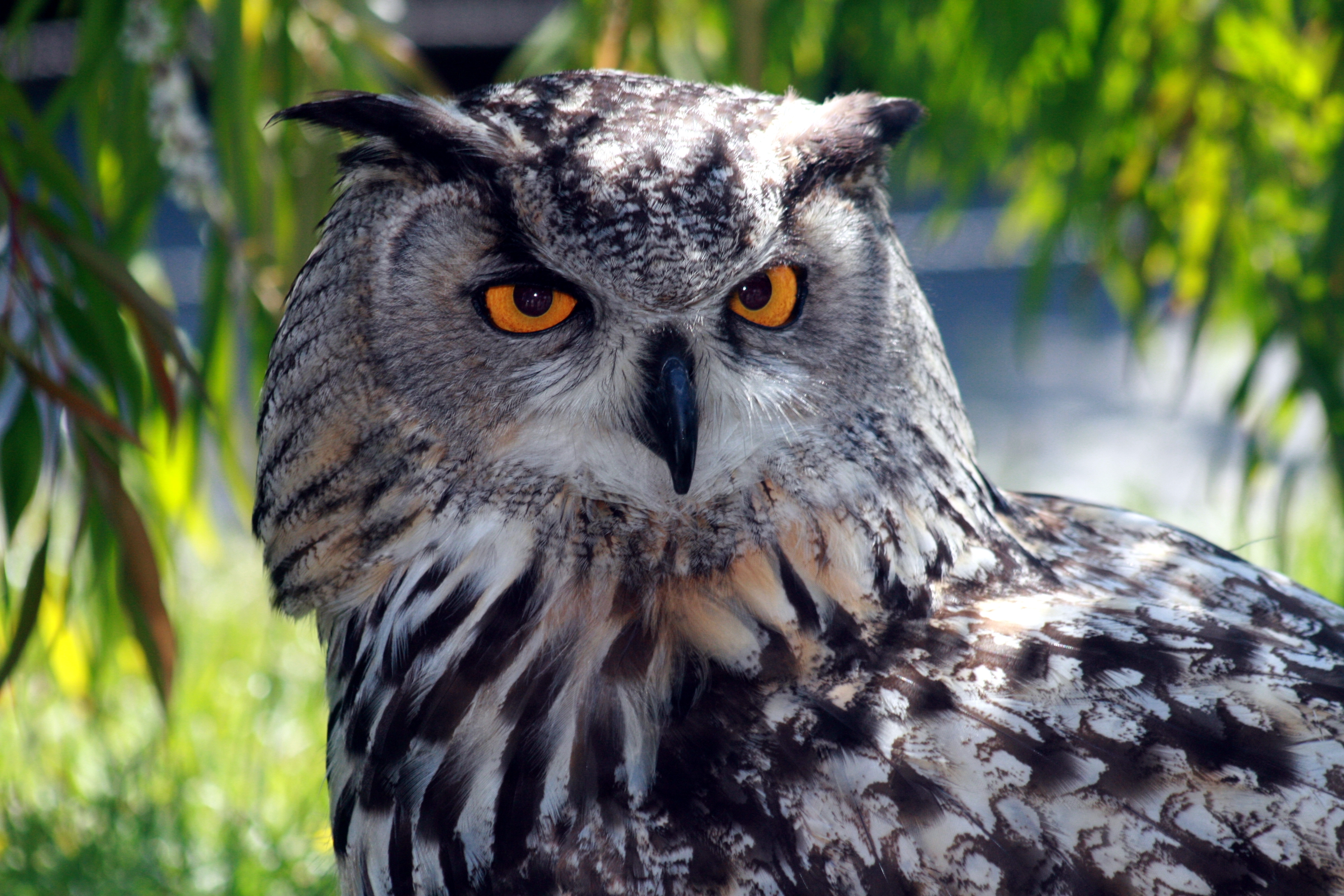
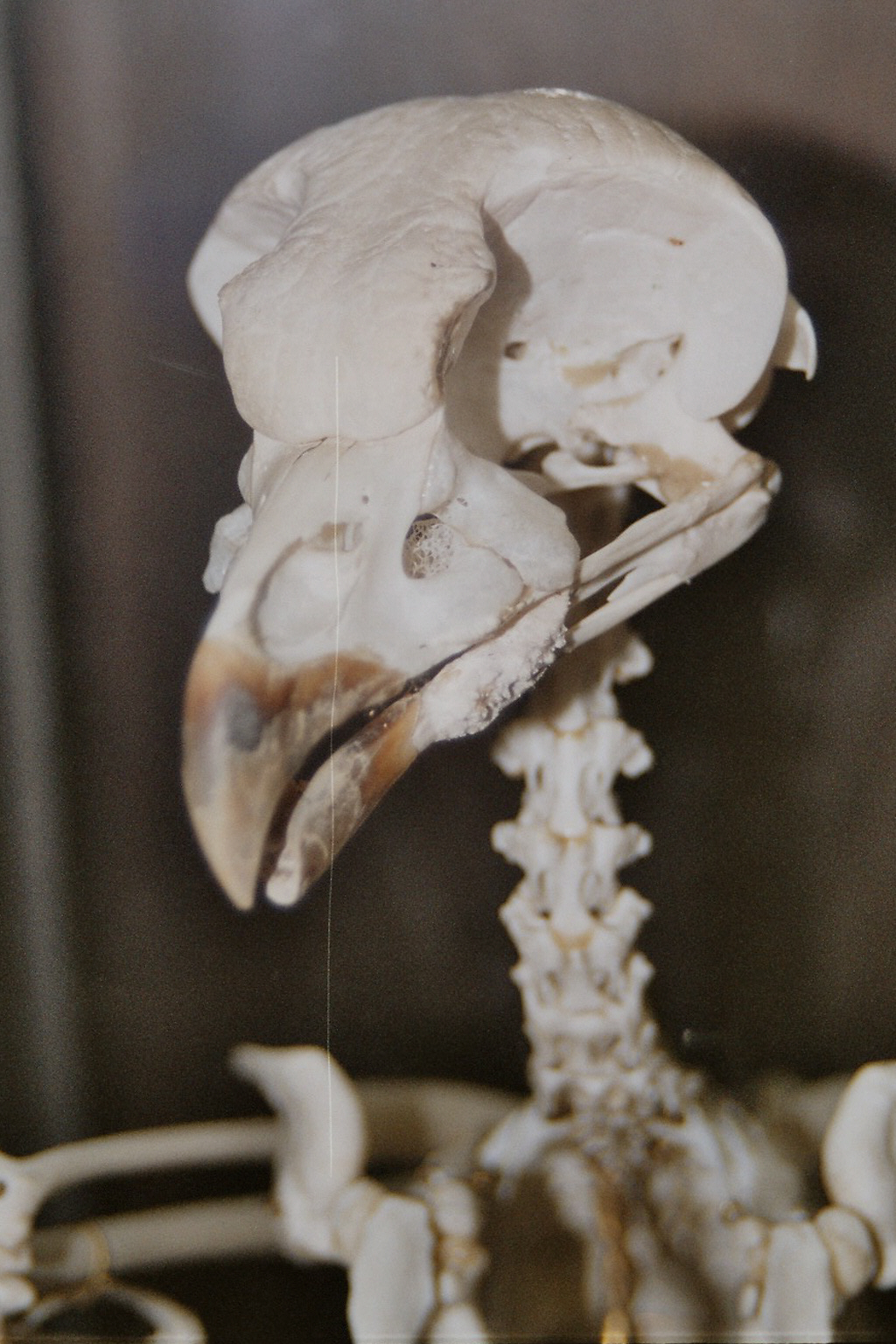
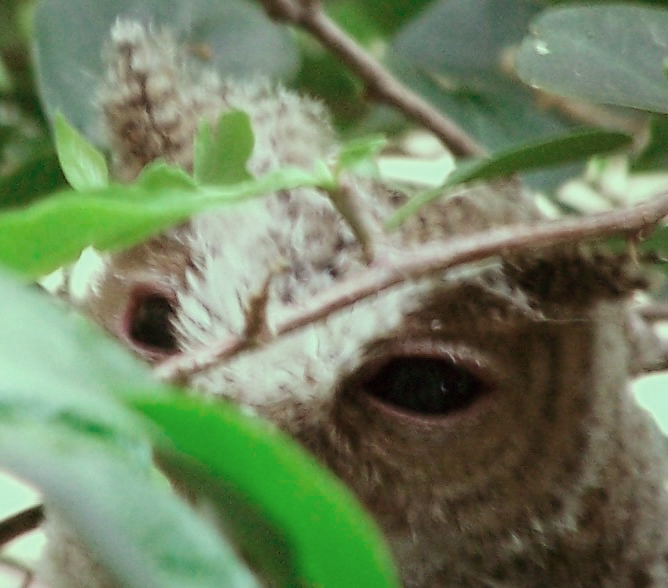
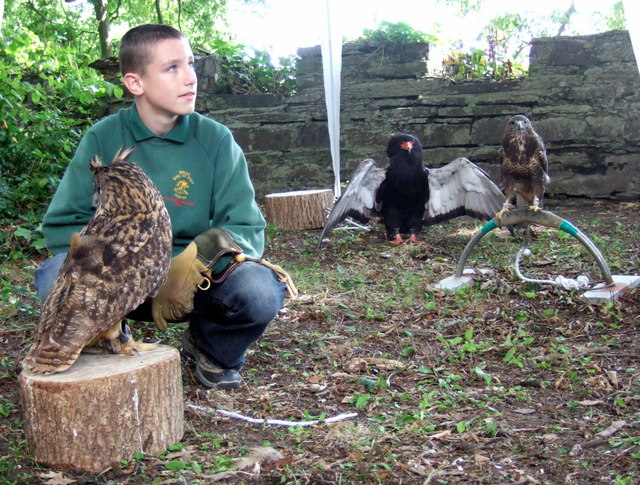